# Aweil
Aweil (ook geschreven als Uwail) is een stad in Zuid-Soedan en is de hoofdplaats van de staat Northern Bahr el Ghazal.
Aweil telt naar schatting 33.000 inwoners.